# Oruro Royal Foot-Ball Club
L'Oruro Royal Foot-Ball Club è una società calcistica boliviana con sede a Oruro, fondata nel maggio 1896.